# Thomas Nägler
Thomas Nägler (n. 30 ianuarie 1939, Slimnic, Sibiu, Regatul României – d. 4 noiembrie 2011, Neuhausen auf den Fildern, Germania) a fost un arheolog și istoric de etnie germană din România (mai precis sas transilvănean), specializat în istoria Transilvaniei (inclusiv, cel mai notabil, istorie săsească și istorie medievală).
S-a născut într-o familie de agricultori, ca cel mai în vârstă dintre cei trei copii ai familiei Thomas și Anna Nägler. Un strămoș al familiei Nägler, originar zona orașului Strasbourg din Alsacia, s-a stabilit în Transilvania în 1756, cu ocazia colonizărilor inițiate de Imperiul Austriac. Din 1990 până în 1992, Thomas Nägler a fost primul președinte al Forumului Democrat al Germanilor din România (FDGR/DFDR), formațiunea politică a minorității germane din România.

## Carieră
A terminat studiile primare în Slimnic, după care a urmat cursurile Liceului „Brukenthal” din Sibiu, pe care le-a absolvit în 1957. În perioada 1957–1962 a urmat cursurile facultății de istorie-filosofie a Universității Babeș-Bolyai (UBB) din Cluj-Napoca, absolvind cu titlul de licențiat în istorie pe baza lucrării de stat intitulate Relațiile franco-germane între anii 1871–1990.
Din 1962 a fost numit custode și cercetător la Muzeul Brukenthal din Sibiu. Aici a continuat documentarea în istoria medievală și modernă, cu accent pe istoria Transilvaniei. În acest scop, din anul 1963 a efectuat o serie de cercetări arheologice în așezări, fortificații, biserici și cimitire medievale din sudul Transilvaniei. În anul 1969 a câștigat un concurs și s-a transferat la Centrul de științe sociale Sibiu al Academiei Române. Profesorul Nägler a activat fructuos la redacțiile revistelor de specialitate Studii și comunicări. Muzeul Brukenthal, Forschungen-zur Volks und Landeskunde și Anuarul Institutului de Cercetări Socio-Umane din Sibiu. A fost membru al Comisiei Monumentelor Istorice din anul 1972, iar din anul 1979 al Comisiei Arheologice din România, în cadrul cărora a prezentat o serie de referate și comunicări. Ca rezultat al muncii de cercetare științifică desfășurată în Centru, a publicat numeroase studii de specialitate din România și Europa centrală. A urmat apoi doctoratul în științe istorice, obținut în 1974 la facultatea de istorie din Cluj, cu lucrarea Așezarea sașilor în Transilvania. Teza de doctorat a fost publicată în limba germană și română, în două ediții.
Thomas Nägler a devenit, după 1989, primul director al Institutului de Cercetări Socio–Umane Sibiu, funcție pe care a ocupat-o până la pensionare, în 1994 și redactor șef al revistei Forschungen zur Volks-und Landeskunde (anii 1990-1994).
Între 1990–1992 a fost președinte al asociației minorității germane din România, Forumul Democrat al Germanilor din România (FDGR/DFDR).
În 1993, a ocupat postul de profesor universitar titular pentru Istoria universală a evului mediu și pentru Istoria Imperiului bizantin, predând și alte cursuri speciale. Începând din 1994, profesorul Thomas Nägler a coordonat doctorate în istorie universală.

## Distincții[5]
- Stephan-Ludwig-Roth-Medaille der Landsmannschaft der Siebenbürger Sachsen in Deutschland (Medalia Stephan Ludwig Roth a Asociației Sașilor Transilvăneni din Germania), pentru activitatea științifică (2003)
- Medalia de bronz a Senatului Universității „Lucian Blaga” din Sibiu (iulie 2005)
- Titlul de doctor honoris causa al universității al Universității „Lucian Blaga” din Sibiu (2006)
- Honterus-Medaille des Demokratischen Forums der Deutschen in Siebenbürgen (Medalia Honterus a Forumului Democrat al Germanilor din România) (2006)

## Scrieri
- Die Ansiedlung der Siebenbürger Sachsen (i.e. Așezarea sașilor în Transilvania, titlul publicat ulterior în limba română), 1979 (lucrare bazată pe teza de doctorat a autorului);
- Geschichte der Deutschen auf dem Gebiet Rumäniens (Istoria germanilor pe teritoriul României - red. C. Göllner), coautor, București, 1979;
- Geschichte der siebenbürgisch-sächsischen Landwirtschaft (Istoria agriculturii la sașii transilvăneni), împreună cu J. Schobel și K. Drotleff, București, 1984;
- Așezarea sașilor în Transilvania, București, Editura Kriterion, 1981;
- Românii și sașii până la 1848 (1997 în limba română, 1999 în limba germană);
- Populația românească în sudul Transilvaniei și caracterul colonizării săsești în secolele XII -XIII - în studii și articole de istorie, vol.XIII, 1969;
- Istoria Transilvaniei, vol. I (până la 1541) , coordonatori Ioan Aurel Pop și Thomas Nagler, Ed., Centrul de Studii Transilvane 2003;[6]
- Istoria Transilvaniei, vol. II (de la 1541 până la 1711), Ioan Aurel Pop, Thomas Nägler, Cluj-Napoca, Ed., Centrul de Studii Transilvane, 2005;
- The History of Transylvania, vol. I (until 1541), coord. Ioan Aurel Pop, Thomas Nägler, Cluj-Napoca, Centrul de Studii Transilvane, 2005;
- Die mittelalterliche Burg Tilișca nach ihrer archäologischen Erforschung, în Forschungen zur Volks-und Landeskunde, București, 1959;
- Cercetările feudale de la Orlat și continuitatea românilor în sudul Transilvaniei, în: Muzeul Brukenthal. Studii și comunicări, arheologie-istorie, 1977;
- Zum Gebrauch des Ausdrucks „terra deserta” in einigen Urkunden des 12-13. Jahrhunderts, în: Muzeul Brukenthal. Studii și comunicări, arheologie-istorie, 1974;
- Cercetările din cetatea de la Breaza (Făgăraș), în: Muzeul Brukenthal. Studii și comunicări, arheologie-istorie, 1969;
- Die Ansiedlung der Sachsen in Siebenbürgen und ihr Beitrag zur Entwicklung der rumänischen Feudalgesellschaft, în: Studien zur Geschichte der deutschen Nationalität und ihrer Verbrüderung mit der rumänischen Nation, București, 1976.